# Daech, les enfants fantômes
Pour plus de détails, voir Fiche technique et Distribution.
Daech, les enfants fantômes,, est un documentaire écrit et réalisé par Hélène Lam Trong, produit par Fabienne Servan-Schreiber sorti en 2023. Il reçoit le Prix Albert-Londres de l'audiovisuel,. Il a été diffusé dans le cadre de l'émission Le Monde en face.

## Synopsis[6]
En 2019, environ 500 enfants français ont grandi dans des conditions difficiles dans les prisons syriennes, en violation des lois sur la protection de l'enfance. Malgré les appels de leurs familles, le gouvernement français a refusé de les rapatrier. En janvier 2023, l’ONU a condamné la France pour cette décision, après de précédentes condamnations en 2022.
Le seul espoir pour ces enfants réside dans leurs familles en France, qui réclament leur rapatriement. Au printemps 2023, plus d’une centaine d’enfants français restent dans des conditions désastreuses dans des camps syriens, avec un avenir incertain. Tout cela se produit alors que les inquiétudes grandissent quant à la résurgence de Daesh dans la région.

## Distinctions
- 2023 : Mention spéciale du Jury au Festival du documentaire sur la Justice[7]
- 2023 : Prix Albert-Londres

## References
1. ↑  Daech, les enfants fantômes sur filmdocumentaire.fr
2. ↑  « Daech, les enfants fantômes », l’impossible retour sur nouvelobs.com
3. ↑  « Daech, les enfants fantômes » sur télérama.fr
4. ↑  Emmanuelle Skyvington, « Hélène Lam Trong reçoit le prix Albert-Londres 2023 pour “Daech, les enfants fantômes” », telerama.fr (consulté le 25 janvier 2024).
5. ↑  FranceTelevisions, « Prix Albert-Londres pour « Daech, les enfants fantômes » », francetelevisions.fr (consulté le 25 janvier 2024)
6. ↑  Sur France 5, les «enfants fantômes» de Daech au cœur d’un documentaire sur Libération.fr
7. ↑  The oldest film festival on French Justice was relaunched this year on NewsBreak.com